# Zimowe igrzyska azjatyckie

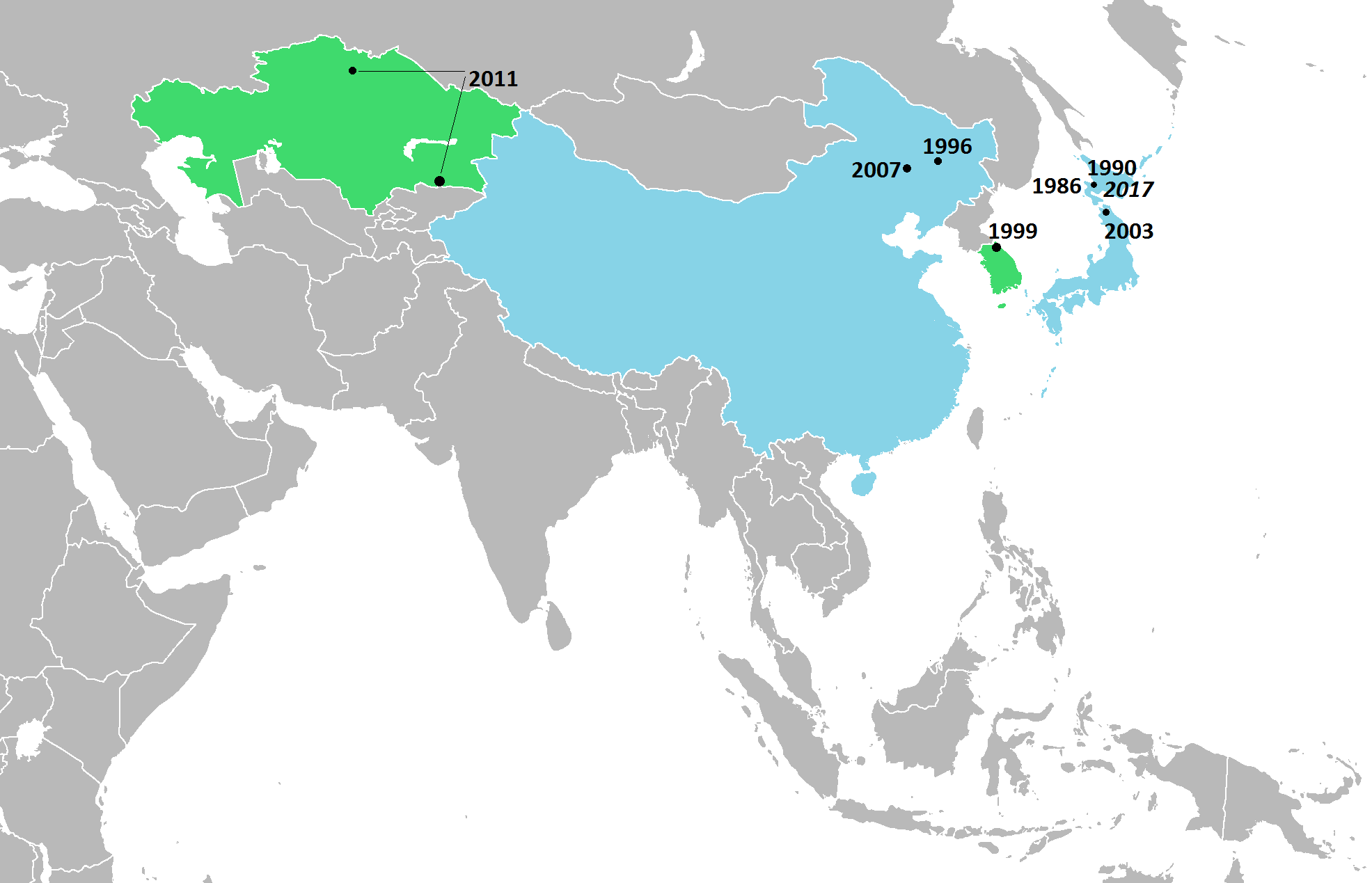
Gospodarze zimowych igrzysk azjatyckich

Zimowe igrzyska azjatyckie – rozgrywane w nieregularnych odstępach czasowych międzynarodowe zawody sportowe przeznaczone dla krajów azjatyckich, podczas której rozgrywane są konkurencje zimowe. Stworzone zostały na wzór zimowych igrzysk olimpijskich. Pomysł wyszedł od członków Japońskiego Komitetu Olimpijskiego podczas letnich igrzysk azjatyckich w 1982. Ostatecznie pierwsza tego typu impreza została zorganizowana w japońskim Sapporo w 1986 roku.
Podobnie jak letnie igrzyska azjatyckie, są one organizowane przez Olimpijską Radę Azji (OCA). W każdej konkurencji rozdawane są medale – złoty za pierwsze miejsce, srebrny za drugą, a brązowy za trzecie miejsce.

## Lista zimowych igrzysk azjatyckich
| Rok  | Igrzyska | Miasto          | Państwo          |
| ---- | -------- | --------------- | ---------------- |
| 1986 | I        | Sapporo         | Japonia          |
| 1990 | II       | Sapporo         | Japonia          |
| 1996 | III      | Harbin          | Chiny            |
| 1999 | IV       | Gangwon         | Korea Południowa |
| 2003 | V        | Aomori          | Japonia          |
| 2007 | VI       | Changchun       | Chiny            |
| 2011 | VII      | Ałmaty i Astana | Kazachstan       |
| 2017 | VIII     | Sapporo         | Japonia          |
| 2025 | IX       | Harbin          | Chiny            |
| 2029 | X        | Trojena         | Arabia Saudyjska |

## Rozgrywane dyscypliny
- Bandy  (szczegóły)
- Biathlon  (szczegóły)
- Biegi narciarskie  (szczegóły)
- Curling  (szczegóły)
- Hokej na lodzie  (szczegóły)
- Łyżwiarstwo figurowe  (szczegóły)
- Łyżwiarstwo szybkie  (szczegóły)
- Narciarski bieg na orientację  (szczegóły)
- Narciarstwo alpejskie  (szczegóły)
- Narciarstwo dowolne  (szczegóły)
- Short track  (szczegóły)
- Skoki narciarskie  (szczegóły)
- Snowboarding  (szczegóły)